# David Atherton
David Atherton (ur. 3 stycznia 1944 w Blackpool) – brytyjski dyrygent.

## Życiorys
Studiował grę na fortepianie i dyrygenturę na University of Cambridge oraz w Royal Academy of Music i Guildhall School of Music and Drama w Londynie. W 1967 roku założył zespół London Sinfonietta i do 1973 roku pełnił funkcję jego dyrektora artystycznego. W latach 1968–1980 był jednym z dyrygentów londyńskiego Covent Garden Theatre. Od 1980 do 1983 roku pełnił funkcję dyrygenta i doradcy artystycznego Royal Liverpool Philharmonic. W latach 1981–1987 był dyrektorem muzycznym San Diego Symphony Orchestra. W latach 1985–1990 gościnnie dyrygował BBC Symphony Orchestra w Londynie. W latach 1989–1991 ponownie kierował zespołem London Sinfonietta. Od 1989 do 2000 roku był dyrektorem muzycznym Hong Kong Philharmonic w Hongkongu.
Oficer Orderu Imperium Brytyjskiego (1999).
Dokonał prawykonań oper Punch and Judy Harrisona Birtwisle’a (1968) i We Come to the River Hansa Wernera Henzego (1976). Wraz z zespołem London Sinfonietta dokonał nagrania wszystkich utworów kameralnych Arnolda Schönberga.